# Richard Birkett

a Compétitions nationales et continentales officielles uniquement.

Dernière mise à jour le 29 août 2018.
Richard Birkett est né le 1er octobre 1979 à Roehampton (Angleterre). C’est un joueur de rugby à XV, qui évolue au poste de deuxième ligne (1,93 m et 109 kg). 

## Carrière

### En club
Il a joué avec les London Wasps en Coupe d'Europe et dans le Championnat d'Angleterre. En 2005-06, il a disputé 5 matchs de coupe d'Europe.
Il met un terme à sa carrière de joueur en 2012, après une blessure aux cervicales.